# 에드바르드 에릭센
에드바르드 에릭센(Edvard Eriksen, 1876년 3월 10일 ~ 1959년 1월 12일)은 덴마크계 아이슬란드인 조각가이다.

## 경력
그는 목각가로 견습 생활을 한 후 1894년부터 1899년까지 덴마크 왕립 미술 아카데미에서 훈련을 받았다.
에릭센의 가장 유명한 작품은 인어공주상('Den Lille Havfrue') 청동상이다. 1909년 칼스버그 양조장 설립자의 아들인 칼 야콥센은 코펜하겐 시에 선물로 이 작품을 의뢰했다. 이 작품은 1913년 8월 23일 옛 항구 지구인 뉘하운 항구의 랑엘리니 산책로 해변에 세워졌다. 이 동상을 만들기 위해 두 명의 다른 여성이 모델이 되었다. 에릭센은 자신의 아내인 엘리네 에릭센을 동상의 몸체 모델로 사용했고, 여배우 엘렌 프라이스를 인어의 머리 모델로 사용했다.
그의 다른 작품으로는 1908년 로스킬레 대성당에 있는 크리스티안 9세와 루이제 왕비의 석관을 위해 대리석으로 만든 우울, 기억, 사랑의 우의적인 조각상들이 있다. 에드바르 에릭센은 1908년부터 1919년까지 덴마크 왕립 아카데미에서 가르쳤고, 1930년부터 1953년까지 토르발센 박물관의 보존 관리인이었다.
그는 가족과 함께 이탈리아를 여행하며 대리석 조각을 배웠고, 카라라 국립미술원의 명예 교수로 임명되었다. 그는 1932년 다네브로크 훈장 기사로 임명되었다.

## 개인사
1900년 엘리네 빌헬미네 묄러(1881-1963)와 결혼하여 다섯 자녀를 두었다. 에릭센은 코펜하겐에서 사망했으며 베스트레 공동묘지에 묻혔다.